# 1690年代
| 千纪： | 2千纪                                                                                            |
| 世纪： | 16世纪 \| 17世纪 \| 18世纪                                                                       |
| 年代： | 1660年代 \| 1670年代 \| 1680年代 \| 1690年代 \| 1700年代 \| 1710年代 \| 1720年代                 |
| 年份： | 1690年 \| 1691年 \| 1692年 \| 1693年 \| 1694年 \| 1695年 \| 1696年 \| 1697年 \| 1698年 \| 1699年 |

## 大事记
- 1690年﹣1697年，康熙帝三征噶尔丹。
- 1691年，清朝和喀尔喀蒙古多伦会盟。
- 1688年﹣1697年，法国与欧洲各国进行大同盟战争。
- 1699年，康熙帝第三次南巡。

## 逝世
- 噶尔丹（1697年）